# Frans

Frans este o comună în departamentul Ain din estul Franței.

## Istoria
Frans este situat în valea Marmont, un loc privilegiat între versanții platoului Dombes și Val de Saône. Numele comunei „Frentz” sau „Frans” ar proveni de la primii locuitori ai văii: „Homines Franci” care ar fi aparținut popoarelor cuceritoare ale Galiei în secolul al V-lea.
Frans, în care unii credeau că vede numele etnic Franks, este citat, în legătură cu biserica sa, încă din 984.
În vremea feudală, era o domnie în toată dreptatea cu un castel fortificat (poype), deținut încă din secolul al XI-lea, sub omagiul domnilor Villars, de către domnii cu aceleași nume, familie care dispăruse deja în secolul al XV-lea. secol.
Domnul Beaujeu a dobândit domeniul util în 1325, apoi suzeranitatea în 1402.
Dezastrele suferite de satele noastre în aceste vremuri prea des marcate de violență nu au fost în permanență amintite de istorie. Știm totuși că Frans a fost capturat și ars de trupele marchizului de Treffort, general de Savoia în 1595.
Parohia se întindea spre vest până la Saône, având ca anexe orașele Jassans și Beauregard.
Teritoriul Frans, înstrăinat în cele din urmă de prințul de Dombes lui Pierre de Sève, baron de Fléchères, în noiembrie 1725, făcea parte din castelania Beauregard și a rămas sub suveranitatea Dombes până la atașarea sa la Regatul Franței în 1762.
Acest port, care a aparținut inițial familiei Frans, ocupă acum, cel puțin nominal, ambele maluri ale Saônei și se află de fapt pe teritoriul Jassans.
Privată astăzi de ieșirea sa pe Saône, comuna Frans, situată la 8 kilometri de Trévoux, oferă 798 de hectare de peisaj rural fertil, tăiate de goluri larg desfășurate în formă de evantai unde apele se adună în micul râu Marmont, în partea de jos. a unei văi care și-a păstrat parțial umbra.